# زوونیمیر بوبان
زوونیمیر بوبان (کرواتی: Zvonimir Boban; زاده ۸ اکتبر ۱۹۶۸ در ایمتسکی) یکی از اعضای اصلی کرواسی در جام جهانی فوتبال ۱۹۹۸ بود که به همراه تیم کشورش به مقام سوم مسابقات دست یافت. او همچنین در عضویت باشگاه آ.ث. میلان بود و همراه این تیم ۹ جام از جمله قهرمانی اروپا را کسب کرد.

## حضور در ایران
او به همراه میلان گلوری به تهران آمد و در دیدار خیریه پیشکسوتان پرسپولیس-میلان گلوری پیراهن شماره ۱۰ میلان را بر تن کرد.